# Edmund Conen
Edmund Conen (10 de noviembre de 1914 - 5 de marzo de 1990) fue un futbolista alemán. Nació en Ürzig, Alemania.

## Biografía futbolística
Conen jugó en 1. FC Saarbrücken, Stuttgarter Kickers, Mülhausen 93, HSV Groß Born (Pommern) y en varios clubes pequeños. En 1934, fue sondeado por el Werder Bremen pero, después de firmar por ese club, le dijo a la Federación Alemana de Fútbol que el Werder le ofrecía ofertas económicas a los jugadores. En esos momentos, el fútbol era estrictamente amateur en Alemania (oficialmente) y pagarle a los jugadores no estaba permitido. El problema terminó dentro del club, con dirigentes y jugadores sancionados.
Luego de marcar cuatro goles en la Copa Mundial de Fútbol de 1934 de Italia, Conen quedó segundo en la tabla de goleadores junto con Angelo Schiavio de Italia y debajo de Oldřich Nejedlý de Checoslovaquia.
Él disputó 28 partidos con Alemania (donde marcó 27 goles) entre 1934 y 1942.
Con solo 19 años, Conen sorprendió en la segunda Copa Mundial de Fútbol, cuando un 27 de mayo marcó tres goles para su selección frente a la selección belga. El partido estaba empatado 2:2, cuando el potente delantero marcó tres goles en los 17 minutos finales, sellando una victoria por 5:2, en Florencia, Italia (Este record solo fue superado por otro alemán, Gerd Müller, en 1970 frente a Perú). Conen, además, marcó el gol de la victoria por 3-2 por el partido por el tercer puesto frente a Austria.
Dos años después, con 21 años cumplidos, la carrera de Conen se vio con un parate por enfermedad. Eso lo alejó del campo de juego por tres años y medio. Pero el coraje de Conen y la pelea constante contra la enfermedad le permitió al jugador volver a su selección el 25 de junio de 1939. Ese día, se disputó un partido en Copenhague entre Alemania y Dinamarca. Durante ese partido, Conen tuvo una excelente actuación, y marcó el segundo de la victoria alemana por 2:0. Durante la Segunda Guerra Mundial, en 1942, jugó su último partido internacional. La selección alemana ganó ese último partido por 5:3 en Budapest frente a Hungría. Conen y un joven jugador llamado Fritz Walter bombardearon la meta del arquero rival, Sepp Herberger.
Luego de finalizada la guerra, Conen se dedicó a ser entrenador a mediados de los 50s, con el Eintracht Brunswick en el norte y con el Wuppertaler SV en el este. Más adelante, dirigió al Bayer Leverkusen, al SV Schlebusch y al BV Opladen. Conen murió durante la primavera de 1990 en Leverkusen. Meses después, Alemania ganó su tercera copa mundial.

## Palmarés

### Como jugador

#### Stuttgarter Kickers
- Gauliga Württemberg (4): 1939, 1940, 1941, 1942

### Como entrenador
Ninguno

## Trayectoria

### Como jugador
| Club                      | País     | Año       |
| ------------------------- | -------- | --------- |
| 1. FC Saarbrücken         | Alemania | 1932-1935 |
| Stuttgarter Kickers       | Alemania | 1938-1944 |
| Mülhausen 93              | Alemania | 1943-1944 |
| HSV Groß Born             | Alemania | 1943-1944 |
| Stuttgarter Kickers       | Alemania | 1945-1950 |
| SC Young Fellows Juventus | Suiza    | 1950-1952 |

#### Resumen estadístico
|          | Partidos | Goles | Promedio |
| -------- | -------- | ----- | -------- |
| Clubes   | 286      | 220   | 0.89     |
| Alemania | 28       | 27    | 0.96     |
| TOTAL    | 341      | 247   | 0.96     |

### Como entrenador
| Club                      | País     | Año       |
| ------------------------- | -------- | --------- |
| SC Young Fellows Juventus | Suiza    | 1950-1952 |
| Eintracht Brunswick       | Alemania | 1952-1956 |
| Wuppertaler SV Borussia   | Alemania | 1956-1957 |
| Bayer Leverkusen          | Alemania | 1957-1959 |
| SV Schlebusch             | Alemania | 1959      |
| BV Opladen                | Alemania | 1970-1973 |